# FNS26時間テレビ (2010年)
『FNSの日26時間テレビ2010 超笑顔パレード 絆 爆笑!お台場合宿!!』（FNSのひ 26じかんテレビ2010 ちょうえがおパレード きずな ばくしょう!おだいばがっしゅく!!）は、フジテレビ系列で2010年7月24日（土曜）19:00 - 7月25日（日曜）20:54（JST）まで生放送された24回目となる『FNS26時間テレビ』。ハイビジョン制作。

## 概要
今回のテーマは前回の「笑顔と感動」に新たに「絆」が追加された「絆〜超!笑顔と感動〜」。前回と同様に『クイズ!ヘキサゴンII』をベース・メインとし、2年連続で総合司会は島田紳助、進行役は中村仁美がそれぞれ務めた。今回も日曜日21時台に紳助司会（当時）の日本テレビ系列『行列のできる法律相談所』が放送されていたため20時台で終了し、26時間となった。
2011年7月24日に地上アナログ放送が終了することに伴い、2010年7月5日からNHKと日本民間放送連盟の方針で地上デジタル放送への完全移行を前提に、アナログ放送の全番組が画角16:9のレターボックス放送に移行したため、本番組もアナログ放送ではレターボックスで放送された（24日12時にアナログ放送が完全停波した石川県珠洲市エリアではデジタル放送のみ）。
またテレビ宮崎は報道ネットワーク協定の関係上、深夜分はNNN、昼はANN配給の全国ニュースを放送しており、その時間帯は基本的にネットを中断してクロスネット相手の系列各局のニュースを優先していた（年度・時間帯によってはFNNのニュースと重複放送する場合があった）が、この年NNNの深夜ニュースがスポーツニュースと一体化されたため放送されず、ANNお昼のニュースが放送された11:50-12:00のみの中断だけでほぼ全編同時ネットとなった。
初報は2010年6月23日放送の『クイズ!ヘキサゴンII 3時間高校生スペシャル』の中で発表された。

## 出演者

### 総合司会
- 島田紳助

### 進行
- 中村仁美（当時フジテレビアナウンサー）

### 出題
- 牧原俊幸（当時フジテレビアナウンサー）

### ナレーション
- 田中真弓
- 平泉成（ペケポンのみ）

### インフォメーションアナウンサー
- 加藤綾子（当時フジテレビアナウンサー）
- 松村未央（フジテレビアナウンサー）

### ヘキサゴンファミリー
- つるの剛士
- 上地雄輔
- 里田まい（カントリー娘。）
- スザンヌ
- 木下優樹菜
- 南明奈
- misono
- 神戸蘭子
- 矢口真里
- 大沢あかね
- 辻希美
- ラサール石井
- 渡辺正行

- 元木大介
- FUJIWARA（原西孝幸・藤本敏史）
- 品川庄司（庄司智春・品川祐）
- アンガールズ（山根良顕・田中卓志）
- 小島よしお
- 岡田圭右（ますだおかだ）
- 波田陽区

- クリス松村
- RYOEI
- 崎本大海
- サーターアンダギー
- まいける&はなか
- 具志堅用高
- ベルナール・アッカ

### フジテレビアナウンサー
- 中野美奈子（全国弾丸イベント、駅伝 最終中継点リポーター）
- 中村光宏（駅伝実況）
- 三宅正治（O-1 Grand-Prix2010実況）
- 遠藤玲子・宮瀬茉祐子[1]・榎並大二郎（O-1 Grand-Prix2010リポーター）
- 生野陽子（駅伝 奇数中継点リポーター）
- 椿原慶子（駅伝 偶数中継点リポーター）
- 伊藤利尋（『ネプリーグ』、『VS嵐』ナレーション）
- 西山喜久恵（さんま・中居の今夜も眠れない）
- 平井理央（『すぽると!』、O-1 Grand-Prix2010レースドライバー）
- 本田朋子（『すぽると!』、『ペケポン』）
- 佐野瑞樹（『めちゃ×2イケてるッ!』スペシャル・実況）
- 倉田大誠（『めちゃ×2イケてるッ!』スペシャル・控室リポーター）
- 斉藤舞子（『笑っていいとも!増刊号』スペシャル）
- 福井謙二（フジテレビ新人アナ披露2010立会人）
- 福井慶仁（FNNニュース/24日深夜）
- 梅津弥英子（同コーナー/25日朝・昼）
- 春日由実（同コーナー/25日夕方）

### 新人アナウンサー
- 木下康太郎
- 谷岡慎一
- 細貝沙羅
- 山﨑夕貴

### ゲスト
- 千葉真子 - ヘキサゴンファミリー・211km24時間駅伝/監督兼解説
- 須藤悟 - 三輪車レースの総合実況・三宅アナのアシスタントで元FM青森の男性アナウンサー
- 間寛平 - 駅伝で頑張った波田へのエール（アースマラソン途中でVTR出演）
- レギュラー（西川晃啓・松本康太） - 駅伝合宿で滞在していた宮古島で紳助司会のTBS『紳助社長のプロデュース大作戦!』の企画とのコラボゲスト（VTR出演）
- 榊原徹士（当時・新選組リアン） - ユニット「スザンヌ×スザンぬ」の黒スザンぬの正体として登場。
- 浅田真央、髙橋大輔 - 三輪車レースのフジテレビ代表として参加した中野友加里への応援（VTR出演）
- 加藤あい - 三輪車レースの表彰式プレゼンター（映画『THE LAST MESSAGE 海猿』のPR）

## 主な放送企画・コーナー

### メイン企画
サーターアンダギー 全国縦断弾丸イベント
前回のフレンズ『泣いてもいいですか』全国縦断弾丸イベントに続くサーターアンダギーの3人によるテーマソング『僕らには翼がある〜大空へ〜』の全国縦断弾丸コンサート。行程は東京・お台場→沖縄→福岡→大阪→東京のルート。山里亮太（南海キャンディーズ）が「カシアス山里」名義で全国弾丸イベントに同行した。
FNS27局対抗! 三輪車12時間耐久レース O-1グランプリ2010
前年に続いて行われる三輪車レース。FNS各局の代表チームとヘキサゴンチームの28チームが出走。実況は三宅アナ・須藤、サポーター兼解説は品川。FNS各局代表チームは事前にFNSの各局のスタッフ全員に対し行われたペーパーテストでおバカな回答をしたメンバー3人+代表女子アナ&監督で構成。一部選手のおバカな回答は番組で披露される。今年度は28チームが全員完走し、ヘキサゴンチームが優勝した。未完走のチームは罰としてテストが公開される予定だったが、最下位の関西テレビが公式HPでテストを披露する事になった。
ヘキサゴンチームは監督にクリス、走者に南、小島、田中、RYOEIの4人。立候補者が南1人のみであったため、残り3人のドライバーは後日紳助の独断で選ばれた。小島以外は初出場。RYOEIは「スタジオにいても役に立たない」、田中は「スタジオにいても視聴率が取れない」という理由で選出。小島に関しては、駅伝と掛け持ちだった。クリスは南のリクエストにより監督に選出。
ヘキサゴンファミリー 24時間駅伝〜絆〜
お台場をスタート・ゴール地点とし、箱根駅伝に準じる211kmのコースをヘキサゴンファミリーから選抜されたメンバーがたすきを繋ぐ。番組内で発表された走者は次の通り。
1. つるの剛士（キャプテン）: お台場⇒蒲田・22km
2. 小島よしお : 蒲田⇒戸塚・25km
3. 波田陽区 : 戸塚⇒平塚・26km（最長区間）
4. 崎本大海 : 平塚⇒小田原・21km
5. 庄司智春 : 小田原⇒箱根・11.5km（山登り区間）
6. 矢口真里 : 箱根⇒小田原・11.5km（山下り区間）
7. 里田まい : 小田原⇒大磯・16km（女性最長区間）
8. 藤本敏史 : 大磯⇒逗子・17km
9. misono（熱中症によりリタイアしたため、走ったのは最初の200mのみ。波田がピンチランナーとしてもう一度走った）: 逗子⇒戸塚・14km
10. 上地雄輔 : 戸塚⇒蒲田・24km
11. 山田親太朗（アンカー） : 蒲田⇒お台場・23km

実況は中村、監督・解説は千葉。たすきリレーの模様は番組内で随時中継され、ゴールした走者には関係者からの手紙が朗読された（リタイアしたmisonoを除く）。また、各コーナーでは駅伝ランナーの伴走が罰ゲームとして設定され、くりぃむしちゅーの有田哲平が上地の伴走として区間の途中まで参加した。
2010年10月6日には24時間駅伝の模様と三輪車レースの模様がDVDとして発売された。『FNSの日』の映像が商品化されるのは、これが初めての事例となる。

### 土曜日
- オープニング
紳助のコメント後にタネも仕掛けもない箱から続々とメンバー[2]が登場しマジック（イリュージョン）を披露、全員揃ったところでタイトルコール。番組内容や目玉企画の紹介を行った。
サーターアンダギー全国ツアーの東京中継。
- 駅伝スタート
19:30に第1区のつるのがスタートした。
- 三輪車レース 前夜祭
ヘキサゴンチームを含む28チームの予選順位の発表。
- クイズ!ヘキサゴンIIスペシャル
前年同様早押しクイズの正解者から、やること決めルーレットによって出場番組を決めた。今回も昨年同様『応援』が含まれ、これが当たってしまった出演者は番組の企画に一切参加出来ず、応援するのみという事だった[3]。途中からネプチューンが乱入、堀内の発言によりこの後の『ネプリーグ』でヘキサゴンチームが勝てば、名倉が駅伝を伴走することになった。
- ネプリーグVSヘキサゴン
出演：ネプチューン（名倉潤・原田泰造・堀内健）、レッド吉田 （TIM）、ビビる大木
ネプチューンチームが勝ち、名倉は駅伝伴走を免除となった
この間に駅伝が第1区のつるのから第2区の小島への襷渡しが行われた。

### 日曜日
- さんま・中居の今夜も眠れない
出演：明石家さんま、中居正広（当時・SMAP）
紳助が前回に引き続きゲスト出演。この回ではビートたけしは不出演だった。『すぽると!』がコーナー中にカットイン。詳細は当該項目を参照のこと。
この間に駅伝が第2区の小島よしおから第3区の波田へ襷渡しが行われた。
- めちゃイケVSヘキサゴン 深夜のシンクロナイズドテイスティングスペシャル（めちゃ2イケてるッ!スペシャル）
出演：矢部浩之（ナインティナイン）、加藤浩次（極楽とんぼ）、よゐこ（濱口優・有野晋哉）、オアシズ（光浦靖子・大久保佳代子）
次長課長（井上聡・河本準一）、フットボールアワー（後藤輝基・岩尾望）、ハリセンボン（箕輪はるか・近藤春菜）、森三中（大島美幸・村上知子・黒沢かずこ）、モンスターエンジン（西森洋一・大林健二）、堀内健（ネプチューン）、椿鬼奴、ゆりありく
過去にテイスティングした（付き合った）かもしれない人を当てるスペシャルバージョン。詳細は当該項目を参照のこと。
病気のため休養中の岡村隆史（ナインティナイン）は欠席。途中で24時間駅伝関連のため コーナーの中断が2回入ったがこの2度に渡る中断が企画を考えた神原プロデューサーの「神原大制裁」を呼んでしまうことになる（1回目は第5区を担当する庄司の往路・小田原中継所への出発、2回目は第3区の波田陽区から第4区の崎本へ襷を渡す第3中継所の往路・平塚中継所との中継）。
- 2010年F1第11戦・ドイツGP予選
- 三輪車レース スタート
お台場特設サーキットから生中継。お台場特設サーキットのコース（1周450m）と優勝賞品、ヘキサゴンチームを含む28チームの紹介。7:30に紳助のチェアホーンの合図でスタート。
この時間に駅伝が2度の襷渡しを放送（早朝帯に第4区の崎本大海から第5区を担当する庄司へ・三輪車出発前には第5区の庄司から第6区の矢口へ、それぞれ襷が渡った）。
また、サーターアンダギーの全国縦断弾丸イベントin沖縄の中継が行われた。
- 駅伝 前半ハイライト
お台場から箱根までの往路をダイジェストで振り返った。ここで駅伝は第6区の矢口から第7区の里田へハロプロで言うと先輩から後輩へ、ヘキサゴンで言うと逆の後輩から先輩への襷リレーが行われた。
- ペケ×ポンVSヘキサゴン
出演：くりぃむしちゅー（上田晋也・有田哲平）、タカアンドトシ（トシ・タカ）、柳原可奈子
前年同様ペケポン川柳での対戦。今回は紳助と「やること決め」での選抜メンバーで挑んだ。ネプリーグ同様、ヘキサゴンチームが勝ったら有田、ペケポンチームが勝ったら上田が駅伝の伴走をするという賭けが行われた。結果は最終問題で紳助が、セットの造花を「スーパーひとし君」として使い、逆転勝利。有田が駅伝の伴走をする事となる。
- 全国縦断弾丸イベントin福岡
前回、平成21年7月中国・九州北部豪雨に伴い開催場所（この時はレベルファイブスタジアム）の使用不可となってしまい、中止を余儀無くされた福岡会場ではあるが、今回は快晴の中でイオンモールで行われた。
この後に駅伝が第7区の里田から第8区の藤本に襷が渡った。
- 笑っていいとも!増刊号生スペシャル
出演：森田一義、いいともAD隊、中居正広・香取慎吾・草彅剛（当時SMAP）、石原良純、劇団ひとり、ロンドンブーツ1号2号（田村亮・田村淳）、さまぁ〜ず（三村マサカズ・大竹一樹）、タカアンドトシ（タカ・トシ）、柳原可奈子、千原ジュニア（千原兄弟）、おすぎとピーコ（ピーコ・おすぎ）、DAIGO、山口智充、青木さやか、チュートリアル（福田充徳・徳井義実）、大島美幸（森三中）、関根勤、オリエンタルラジオ（藤森慎吾・中田敦彦）、オードリー（春日俊彰・若林正恭）[4]。優勝は、手押し相撲で大活躍した月曜日チーム。南は木曜日チーム。
曜日対抗戦方式（ヘキサゴンファミリーは出題ゲストとして登場）
- 三輪車 応援ライブ
前回は自分の後輩達の『モーニング娘。』から応援を受けた矢口が今回は矢口真里とストローハットとして風をさがしてを歌唱した。
この後に駅伝が第8区の藤本から第9区のmisonoに渡ったが、過労によるダウンにより200mしか走れずリタイアとなった。残りの13.8kmは第3区を走った波田がピンチランナーとして再び走行した。
- 全国縦断弾丸イベントin大阪
前回、長居スタジアム（現在のヤンマースタジアム長居）で行われ約2万人の観客が訪れた大阪ライブ。今回は千里セルシー（最寄り駅・千里中央駅）で行われた。
- ヘキサゴンVS嵐
今回は種目の名前を嵐のメンバーが1人1つずつ言っていた（最初のジャングルビンゴは櫻井、2つ目のローリングコインタワーは相葉、3つ目のピンボールランナーは大野、4つ目のジャイアントクラッシュは二宮、最後のバウンドホッケーは松本がそれぞれ担当した）。前回に引き続き2年連続でFNSの日に採用されたのはローリングコインタワーとピンボールランナーの2種目であった。
前回同様、番組出演を賭けた勝負を行い、嵐が勝利。LMDA（正式名称はライブ・モースト・ダメ・アラシ）は行わなかった。
この時間に駅伝が第9区・misonoに代わるピンチランナーの波田から第10区の上地に襷が渡った。
- JRA競馬実況中継「函館記念」（北海道文化放送制作、実況：吉田雅英（北海道文化放送）、解説：細江純子） - 中央競馬実況中継のレース部分は『BSフジ競馬中継』にも送り出し。
- ヘキサゴン番組対抗クイズパレード 26時間テレビスペシャル
ヘキサゴンチーム（ピンク）・はねるのトびらチーム（オレンジ）・爆笑レッドチーム（緑）（爆笑レッドカーペット&爆笑レッドシアターの合同チーム）の3チームが対戦（この時間に駅伝が第10区の上地から最終・第11区の親太朗に襷が渡った）。
ヘキサゴンチーム（ピンクチーム）が前年に引き続き優勝。
はねるのトびらチーム：キングコング（西野亮廣・梶原雄太）、ロバート（馬場裕之・山本博・秋山竜次）、ドランクドラゴン（鈴木拓・塚地武雅）、北陽（虻川美穂子・伊藤さおり）、インパルス（堤下敦・板倉俊之）
レッド芸人チーム：今田耕司、柳原、狩野英孝、我が家（坪倉由幸・杉山裕之・谷田部俊）、ロッチ（中岡創一・コカドケンタロウ）、しずる（村上純・池田一真）、はんにゃ（金田哲・川島章良）、フルーツポンチ（村上健志・亘健太郎）[5]、八木真澄（サバンナ）、世界のナベアツ、なかやまきんに君、山崎邦正、ちゃらんぽらん冨好
- 三輪車 ライトオン
解説兼サポーターの品川の声と手でナイトセッションがスタートした。また、フジテレビのメインドライバーの中野友加里を始めとする全ドライバーにはフィギュアスケートの浅田真央（バンクーバーオリンピックフィギュアスケート女子銀メダリスト）と髙橋大輔（同男子銅メダリスト）の両選手からエールが贈られた。今回もナイトセッションソングはファイナル・カウントダウンであった。
- サザエさん
つるのと上地が本人役（つるのはマスオの会社の取引先の社員、上地はノリスケの後輩の新人編集者）で出演。

### グランドフィナーレ
- 三輪車レース ゴール・表彰式
全28チームが完走した。
  - 1位 ヘキサゴンチーム（南明奈、RYOEI、小島よしお、田中卓志（アンガールズ）、クリス松村（監督））380周
- グランドフィナーレ
駅伝アンカーの山田が放送時間内に三輪車耐久レース会場に到着。最後に出演者全員でテーマソングを大合唱しエンディングとなった。
親太朗の応援でZARDの『負けないで』を流した（『24時間テレビ』チャリティーマラソンのパロディ）が、歌いだし直後にCMを入れてすぐに合唱を打ち切り、その後、アラジン『陽は、また昇る』をアラジンのメインボーカルにて全出演者で大合唱した。
テーマソング大合唱終了後、紳助は「このメンバーで『26時間テレビ』をやることはもう2度とないでしょう」と述べた。なお、翌2011年の『FNSの日』では紳助の発言通り『ヘキサゴンII』はベース番組からは外れることとなったが、コーナーとしては参加した。
番組終了直後に放送されたスポットニュース『FNNレインボー発・あすの天気』（一部の地域を除く）のオープニングでは、グランドフィナーレを終えた後も野外ステージに残る出演者たちの様子がお天気カメラによって映し出された。

## 視聴率
ビデオリサーチ調べ・関東地区・世帯
番組全体の平均視聴率は関東地区で12.6%、関西地区で17.2%だった。時間別最高視聴率は26日 18:30 - 20:54の17.3%だった。瞬間最高視聴率は23.7%だった。
コーナー別視聴率（下記参照・関東地区）
| 視聴率 | 集計時間            | コーナー名 |
| ------ | ------------------- | --- |
| 11.5%  | 24日 19:00 - 21:30  | グランドオープニング〜クイズ!ヘキサゴンIIスペシャル                                                            |
| 15.4%  | 24日 21:30 - 翌0:00 | ネプリーグVSヘキサゴン                                                                                         |
| 10.7%  | 25日 0:00 - 2:30    | さんま・中居の今夜も眠れない                                                                                   |
| 06.5%  | 25日 2:30 - 5:00    | めちゃイケVSヘキサゴン 深夜のシンクロナイズドテイスティングスペシャル                                          |
| 06.4%  | 25日 5:00 - 5:20    | めちゃイケVSヘキサゴン 深夜のシンクロナイズドテイスティングスペシャル                                          |
| 05.7%  | 25日 5:20 - 5:50    | 2010年F1第11戦・ドイツGP予選                                                                                   |
| 09.6%  | 25日 5:50 - 9:00    | サーターアンダギー 全国縦断弾丸イベント〜FNS27局対抗! 三輪車12時間耐久レース O-1グランプリ2010〜24時間駅伝中継 |
| 15.7%  | 26日 9:00 - 12:00   | ペケ×ポンVSヘキサゴン〜笑っていいとも!VSヘキサゴン 笑っていいとも!増刊号                                       |
| 12.9%  | 26日 12:00 - 16:00  | 三輪車・駅伝・サーターアンダギー中継〜VS嵐VSヘキサゴン〜競馬中継〜番組対抗ヘキサゴン                           |
| 16.1%  | 26日 16:00 - 18:30  | 番組対抗ヘキサゴン〜FNS27局対抗! 三輪車12時間耐久レース O-1グランプリ2010                                      |
| 17.3%  | 26日 18:30 - 20:54  | サザエさん〜グランドフィナーレ                                                                                 |

## 主題歌
- 『僕らには翼がある〜大空へ〜』（ヘキサゴンオールスターズ）

## 関連番組
- 事前番組
  - 爆笑リハーサル!! FNSの日26時間テレビ2010前夜祭!!（2010年7月23日 21:00 - 22:52 『金曜プレステージ』枠）

26時間テレビ非ネットのテレビ大分は別番組。同時間帯に『金曜ロードショー』を放送するテレビ宮崎は当日24:58 - 26:50に時差放送。
  - FNS26時間テレビ本番直前! 緊急生放送ってことは実質29時間だよねSP（2010年7月24日 16:00 - 17:30 『土曜ワイド』枠）

テレビ大分を除くFNS27局同時ネット。
- 事後番組
  - クイズ!ヘキサゴンII「密着!26時間テレビ感動の舞台裏」（2010年7月28日 19:00 - 19:57）
  - VS嵐（2010年7月29日 19:00 - 19:57）

## スタッフ
[FNSの日 制作実行委員会]
- - 実行委員長：崎山純一
  - 副委員長：鈴木克明
  - 事務局長：小林彰義
  - ネットワーク部：大辻健一郎、谷口大二
- 構成：小笠原英樹
- 作家：石原健次、板垣佳珠弓、伊藤雅司、伊藤正宏、大井洋一、大野ケイスケ、小野寺雅之、元祖爆笑王、北本かつら、酒井健作、榊暁彦、笹川勇、白川ゆうじ、鈴木おさむ、鈴木工務店、竹内真里、とちぼり元、布広太一、樋口卓治、堀雅人、松井洋介、町田裕章、御影屋聖、山内正之、渡辺鐘、渡辺・プロ
- クイズ問題監修：道蔦岳史、田中健一、日髙大介、大石壮
- 音楽：斉藤文護、岩室晶子
- 振付：カーニバル三浦
- ナレーション：田中真弓、牧原俊幸・中村仁美（共にフジテレビアナウンサー）

〈フジテレビ技術〉
- - 技術プロデューサー：長田崇、勝村信之、松本英士
  - TD・SW：先崎聡、田原健二、石田智男、山上祐樹、上藪直志、河西純、片平哲也、小林光行、坂本淳一、佐々木信一、水野博道、高橋昭、古川諭、藤田弘二、藤本伸一、藤本敏行、岩沢忠夫、西川明音、上村克志、寺本和美、伊藤義明
  - カメラ：田辺絢一、白石峰郎、石井友幸、日置健太郎、遠藤俊洋、小林知司、斉藤伸介、小川利行、上田容一郎、高田治、長瀬正人、前田正道、菊池謙、高島洋男、若林茂人、横山政照
  - 映像：池川秀彦、中井章晴、大森克信、中山隆、伊藤敏行、島田靖久、小幡成樹、斉藤雄一、川崎淳、高橋正直、石井雅紀、山下悠介、伴場匡、原啓教、古賀航
  - 音声：吉村真人、左口満寿、近藤崇宏、片山勇、小清水健治、高橋敬、竹下博英、篠良一、鈴木洋介、高橋幸則、久馬邦一、本間清孝、河野弘幸、森田篤、山田公次郎
  - 照明：小林敦洋、岩村信夫、峯岸一彦、穴田建二、安藤雄郎、岸本直樹、和田智裕、福元崇、一柳忠彦、市村秀太、大野逸平、本沢啓史
  - 音響効果：古屋ノブマサ、大平拓也、笠松広司、川端智之、小堀一、西山知史、高田智彰、中田圭三、田中寿一、星裕介、若月正幸
  - 回線管制部：島川徹平、芹澤将也、米村翼、渡辺壮一郎
  - 放送部：米岡充裕

〈サーターアンダーギー中継技術〉
- - 沖縄TD：屋慶名剛（沖縄テレビ）
  - 大阪TD：横山和明（関西テレビ）
  - 福岡TD：武富浩一郎（テレビ西日本）
    - フジテレビ・オール技術スタッフ

〈フジテレビ美術〉
- - 美術プロデューサー：井上明裕、山崎恵美子
  - デザイン：宮川卓也、棈木陽次、吉田強、桐山三千代、鈴木賢太
  - 美術進行：石田博己、西村貴則、中村秀美、村瀬大、林勇、平山雄大、伊藤則緒、矢野雄一郎
  - CG：岡本英士、富井真、早川美和子、秋里直樹、徳永晶子
  - CGデザイン：千代祥子
  - 電子タイトル：白石浩一
  - CG送出：齋藤芳崇、工藤良平、樋口翔
  - 大道具：那須野清、西村幸也、毛利彰、畠山茂、篠田直人、松本達也、鎌田大祐、杉本孝宏、酒井孝一、竹田勝美、茂進
  - 大道具制作：引馬幹晴、高野伸二
  - アクリル装飾：松本健、児玉希生、松井裕治、堀内重彰、木村敏和、谷口航平、犬塚健、斉藤祐介、野田誠
  - 特殊装置：青木紀和
  - 電飾：照喜名紀央、中みつ子
  - アートフレーム：曽根原潤、江尻正、加藤悟
  - 視覚効果：藤本茂、小熊雅樹
  - 装飾：高橋尚孝
  - 生花装飾：安藤岳、荒川直史、山寺由美
  - 植木装飾：広田明、佐川忠由、後藤健
  - 衣裳：津嶋真優、山田斉、望月結花、珍田ゆか
  - 持道具：後藤綾
  - マルチ：丸山明道、野崎裕康
  - メイク：大高里絵、星野智子
  - かつら：俵木和美 
    - フジテレビ・オール美術スタッフ
- スタイリスト：波多野としこ、あべひろみ
- VTR編集：酒井大輔、木村雅史、山崎洋、佐川正弘、猪狩賢一
- VTRMA：土屋信、阿部雄太、米山佐和子
- 技術協力：八峯テレビ、共同テレビジョン、ニューテレス、共立、マルチバックス、サンフォニックス、FLT、IMAGICA、共同エディット、沖縄テレビ、関西テレビ、テレビ西日本、4-Legs、BABY SOUND LUCK、J-WORKS、デジタルサーカス、OKK、ぴーたん、デジデリック、田中電設工業、明光セレクト、東邦航空、バンセイ、横浜ステージプラン、日本モバイル照明、三穂電機、キャニットG、スカラべスタジオ、インターナショナルクリエイティブ、ケネックジャパン、テクノネット、東京オフラインセンターほか
- 制作協力：D:COMPLEX、FCC、TVBOX、HIHO-TV、アルファ・グリッド、カイエン、PONY CANYON INC.、C-block、ビッグノオ、THE WORKS
- 協力：吉本興業、ジャニーズ事務所、人力舎、田辺エージェンシー、ナチュラルエイト、ワタナベエンターテインメント/Mizuno、日本予防医薬、ヤマハ発動機、トータル・ワークアウト、フジパシフィック音楽出版、アドゲイプロモーション、スガタクリエイティブ、ddTV、マジックプロモーション、イオンモール福岡、ジャスコ北谷店、GGプロモーション、パレール川崎、横浜スカイビルほか
- 編成部：高盛浩和、塩原充顕、大川友也
- 営業推進部：藤井修、辻貴之、岩崎貴帆
- スポーツ局：藤山太一郎、岸原秀治、窪田正利
- 広報部：鈴木麻衣子
- 広告宣伝部：稲葉恵子
- モバイル：江尻数彰
- データ放送：阪本隆太、副島史郎 
  - FNS・オールデータ放送スタッフ
- タイムキーパー：松下絵里、楮本眞澄、石井成子、斉藤裕里、山口美香、江野澤郁子、平井冴子、平野美紀子、槇加奈子、山口奈保美、水越理恵、髙木美紀、海老澤廉子、星美香
- デスク：林田直子、三浦理沙、田中宏美
- フジテレビディレクター：夫馬教行、神尾昌宏、金只和史、秋山将慶、姉崎正弘、荒木浩二、有川崇、池田治、井上真行、井上充、井上陽史、井上洋平、岩田徹、内山真吾、大江菊臣、緒方昌孝、岡部剛、明松功、唐雅則、菅剛史、神田洋昭、木月洋介、北村要、黒田源治、小仲正重、古賀太隆、笹木成人、志賀一寿、篠田栄一、柴田真、島本亮、庄司孝、関野政昭、鷹見睦、武田誠司、田中孝明、出口敬生、戸渡和孝、当麻晋三、徳舛充人、中内竜也、長嶋永知、中村秀樹、中村倫久、西原信行、原武範、畑村陽平、花輪和伯、萬匠祐基、日置祐貴、疋田雅一、福浦与一、堀川香奈、松田朋子、松本泰治、松本祐紀、箕臼高志、蜜谷浩弥、三宅佑治、宮崎鉄平、吉田享史
- チーフディレクター：早川和孝
- フジテレビプロデューサー：小野謙吾、伊秩実、朝妻一、狭間英行、坪井貴史、山本布美江、宮道治朗、石井浩二、黒木彰一、金佐智絵、中嶋優一、鈴木浩史、石川綾一、北口富紀子、及川俊明、伊戸川俊伸、金井尚史、佐々木将、双川正文、亀高美智子、川嶋典子、岡村泰雄、大村和史、朝倉千代子、近藤真広、仲村孝明
  - フジテレビバラエティ制作センター オールスタッフ
- 本部プロデューサー：三浦淳/西雅史、小沢英治、大川泰
- 制作統括：加茂裕治、小須田和彦、片岡飛鳥、小松純也
- 演出：奥村達哉、渡辺琢
- 制作総指揮：港浩一
- 総合プロデューサー・総合演出：神原孝
- 制作著作：フジテレビ/フジネットワーク27社

## DVD
- 『FNS26時間テレビ2010「24時間211Km駅伝〜絆〜」』（ポニーキャニオン、2010年10月6日発売）
  - 番組内で放送された企画「ヘキサゴンファミリー 24時間駅伝〜絆〜」を放送されなかった舞台裏を追加してDVD化された。また、特典映像には、「FNS27局対抗! 三輪車12時間耐久レース O-1グランプリ2010」の模様を優勝したヘキサゴンチームを中心として収録されている。ナレーションはメインの駅伝を中村仁美、特典映像の三輪車大会を牧原俊幸が担当しており三輪車では実況を担当した三宅正治と須藤悟の声も入っている。